# Liên Minh, Sa Pa
Liên Minh là một xã thuộc thị xã Sa Pa, tỉnh Lào Cai, Việt Nam.

## Địa lý
Xã Liên Minh nằm ở phía đông nam thị xã Sa Pa, có vị trí địa lý:
- Phía đông giáp các huyện Bảo Thắng và Văn Bàn
- Phía tây giáp xã Bản Hồ
- Phía nam giáp huyện Văn Bàn
- Phía bắc giáp xã Mường Bo.

Xã có diện tích 96,63 km², dân số năm 2018 là 3.554 người, mật độ dân số đạt 37 người/km².

## Hành chính
Xã Liên Minh được chia thành 7 thôn: Bản Sài, Nậm Cang, Nậm Kéng, Nậm Ngấn, Nậm Nhíu, Nậm Sang, Nậm Than.

## Lịch sử
Địa bàn xã Liên Minh trước đây là hai xã Nậm Sài và Nậm Cang thuộc huyện Sa Pa.
Trước khi sáp nhập, xã Nậm Sài có diện tích 24,82 km², dân số là 1.907 người; xã Nậm Cang có diện tích 71,81 km², dân số là 1.647 người.
Ngày 11 tháng 9 năm 2019, Ủy ban Thường vụ Quốc hội ban hành Nghị quyết 767/NQ-UBTVQH14 (nghị quyết có hiệu lực từ ngày 1 tháng 1 năm 2020). Theo đó:
- Thành lập thị xã Sa Pa trên cơ sở toàn bộ diện tích và dân số của huyện Sa Pa
- Thành lập xã Liên Minh thuộc thị xã Sa Pa trên cơ sở sáp nhập toàn bộ diện tích và dân số của xã Nậm Sài và xã Nậm Cang.